# Залив дугe
Залив дуге (лат. Sinus Iridum) је велики ударни кратер у северозападном делу лунарног Мора кишe, испуњен окамењеном базалтном лавом. Овај залив и околне планине су једни од најупечатљивијих и најизразитијих детаља лунарног рељефа, доступних за аматерска посматрања. 

## Рељеф
На југоистоку Залив дуге се спаја са Морем кише, а са севера и запада је оивичен полукругом Јурских планина (остатак зида кратера). Крајеви овог планинског ланца, који излази у Море кише, формирају Лапласов рт и рт Хераклида, који ограничавају залив на североистоку и југозападу.
Селенографске координате центра залива су 45°01′ СГШ, 31°40′ ЗД, а пречник је око 250 км.

## Кратери
Залив дуге не садржи крупне ударне кратере. Међу бројним малим кратерима истичу се Хераклид Е на југу, Лаплас А на источном приобаљу и Бианкини Г на северу. Имена ових кратера су настала по именима најближих крупних детаља рељефа (у овом случају рт Хераклида или Лапласа) уз додатак латиничног слова.

## Име
Име Залив дуге је први употребио италијански астроном Ђовани Батиста Ричоли 1655. године, у својим цртежима Месеца.

## Свемирска истраживања
7. новембра 1970. године, југозападно од Залива дуге, на тачки са координатама 38°14'15" северне ширине и 35°00’10" западне дужине, спустила се аутоматска станица „Луна-17“, која је донела Луноход-1 — први планетоход на свету који је успешно радио на површини другог небеског тела.
14. децембра 2013. године, 400 км источно од те тачке, на координатама 44.12° северне ширине и 19.50° западне дужине, спустио се Чанге-3 — космичка летелица са првим кинеским луноходом Зецом од жада.